# Aranno
Aranno est une commune suisse du canton du Tessin.